# Adélaïde Binart
Adélaïde Binart, född 1769, död 1832, var en fransk målare. 
Hon är främst känd för sina porträttmålningar i nyklassisk stil.  
Binart var gift med Alexandre Lenoir och fick sonen Albert Lenoir. 